# LTU Austria
Die LTU Austria,  zuletzt kurzzeitig Flynext war eine österreichische Charterfluggesellschaft mit Sitz in Wien.

## Geschichte
Die LTU Billa Lufttransport Unternehmen GmbH wurde im Jahr 2004 in Schwechat gemeinsam von der Düsseldorfer LTU und dem österreichischen Lebensmittelhändler Billa (der wie auch LTU zur Rewe Group gehört) gegründet. 2006 stieg Billa aus dem gemeinsamen Unternehmen aus und wurde durch die Intro Aviation des deutschen Unternehmers und dba-Haupteigentümers Hans Rudolf Wöhrl ersetzt, der zu vor auch bei der Muttergesellschaft LTU eingestiegen war. Die österreichische Gesellschaft firmierte jetzt als LTU Flug Lufttransport Unternehmen GmbH bis sie 2007 in flynext Luftverkehrsgesellschaft mbH umbenannt wurde.
Anfang 2008 übereignete man die Flotte an Air Berlin und stellte infolge den eigenen Flugbetrieb ein. 2011 wurde die Gesellschaft, nachdem der Sitz zuvor nach Wien verlegt wurde, liquidiert. Den Namen Flynext verwendete Wöhrl ebenfalls ab 2011 für eine neue deutsche Fluggesellschaft, die später unter Germania Express firmierte und 2012 den Betrieb wieder einstellte.

## Flugziele
LTU Austria bediente von Österreich aus diverse Urlaubsziele hauptsächlich rund um das Mittelmeer.

## Flotte
Bis zur Einstellung des Flugbetriebs bestand die Flotte der LTU Austria aus zwei Flugzeugen:
- 2 Airbus A320-200 (Kennzeichen OE-LTU und OE-LTV)